# Take over control
Take over control is een nummer van de Nederlandse diskjockey Afrojack en zangeres Eva Simons. Het werd op 12 augustus 2010 als single uitgegeven.
De single bereikte de twaalfde plaats in de Nederlandse Top 40 en de Single Top 100. In Vlaanderen bleef deze steken in de Ultratip 30.

## Hitnoteringen

### NederlandseSingle Top 100
| Hitnotering: 21-08-2010 t/m 18-12-2010 | Hitnotering: 21-08-2010 t/m 18-12-2010 | Hitnotering: 21-08-2010 t/m 18-12-2010 | Hitnotering: 21-08-2010 t/m 18-12-2010 | Hitnotering: 21-08-2010 t/m 18-12-2010 | Hitnotering: 21-08-2010 t/m 18-12-2010 | Hitnotering: 21-08-2010 t/m 18-12-2010 | Hitnotering: 21-08-2010 t/m 18-12-2010 | Hitnotering: 21-08-2010 t/m 18-12-2010 | Hitnotering: 21-08-2010 t/m 18-12-2010 | Hitnotering: 21-08-2010 t/m 18-12-2010 | Hitnotering: 21-08-2010 t/m 18-12-2010 | Hitnotering: 21-08-2010 t/m 18-12-2010 | Hitnotering: 21-08-2010 t/m 18-12-2010 | Hitnotering: 21-08-2010 t/m 18-12-2010 | Hitnotering: 21-08-2010 t/m 18-12-2010 | Hitnotering: 21-08-2010 t/m 18-12-2010 | Hitnotering: 21-08-2010 t/m 18-12-2010 | Hitnotering: 21-08-2010 t/m 18-12-2010 |
| Week:                                  | 1                                      | 2                                      | 3                                      | 4                                      | 5                                      | 6                                      | 7                                      | 8                                      | 9                                      | 10                                     | 11                                     | 12                                     | 13                                     | 14                                     | 15                                     | 16                                     | 17                                     | 18                                     |
| -------------------------------------- | -------------------------------------- | -------------------------------------- | -------------------------------------- | -------------------------------------- | -------------------------------------- | -------------------------------------- | -------------------------------------- | -------------------------------------- | -------------------------------------- | -------------------------------------- | -------------------------------------- | -------------------------------------- | -------------------------------------- | -------------------------------------- | -------------------------------------- | -------------------------------------- | -------------------------------------- | -------------------------------------- |
| Positie:                               | 42                                     | 42                                     | 33                                     | 33                                     | 38                                     | 26                                     | 18                                     | 12                                     | 18                                     | 26                                     | 36                                     | 41                                     | 39                                     | 49                                     | 58                                     | 54                                     | 58                                     | 87                                     |